# Hans-Ulrich Rudel
Hans-Ulrich Rudel (Konradswaldau, 2 luglio 1916 – Rosenheim, 18 dicembre 1982) è stato un aviatore tedesco, asso dell'aviazione da bombardamento in picchiata della Luftwaffe durante la seconda guerra mondiale. Fu il militare tedesco più decorato della seconda guerra mondiale. Nel corso della sua carriera fu abbattuto 30 volte.
A Rudel fu attribuita la distruzione di 519 carri armati, una corazzata, un incrociatore, 70 mezzi da sbarco e 150 postazioni di artiglieria.  Ha rivendicato 51 vittorie aeree e la distruzione di oltre 800 veicoli. Ha effettuato 2.530 missioni di attacco al suolo esclusivamente sul fronte orientale, quasi sempre pilotando il bombardiere in picchiata Junkers Ju 87 "Stuka" (di cui diventerà il massimo interprete, assieme all'asso italiano Giuseppe Cenni).

## Biografia

### Inizi della carriera
Rudel nacque a Konradswaldau, in Alta Slesia. Il padre era un pastore protestante. 
Dopo avere abbandonato gli studi entrò, il 4 dicembre 1936, a far parte della Luftwaffe, la quale in quell'anno si stava espandendo durante il rafforzamento delle forze armate voluto da Hitler, e fu addestrato nel ruolo di pilota osservatore, principalmente a causa del suo limitato curriculum scolastico. La sua volontà di servire l'esercito venne più da uno spontaneo desiderio di servire la patria che da un'identificazione con l'ideologia hitleriana, Rudel infatti non si iscrisse mai al partito nazista né si associò ad alcuna altra organizzazione politica del Terzo Reich. Ciò successivamente contribuì alla sua reputazione di soldato perfetto apprezzata anche dal nemico.

### Nella seconda guerra mondiale
Allo scoppio della seconda guerra mondiale, promosso Leutnant (tenente), partecipò alla campagna di Polonia nel ruolo di pilota ricognitore per missioni a lungo raggio meritando, per i risultati ottenuti, la Croce di Ferro di seconda classe l'11 ottobre 1939. Il 2 marzo 1940 Rudel fece domanda per essere ammesso al corso di addestramento per la specialità del bombardamento in picchiata e terminatolo con successo fu trasferito a un reparto operativo nei pressi di Stoccarda ove continuò a impratichirsi nel pilotaggio e utilizzo dello Junkers Ju 87 "Stuka". 
Non partecipò alla campagna di Francia, e fu inviato in prima linea solo l'anno successivo inquadrato nel I Staffel dello Stukageschwader 2 "Immelmann" – ovverosia il 1º Squadrone del 2º Gruppo da bombardamento in picchiata – e prese parte all'invasione di Creta.

#### Sul fronte orientale

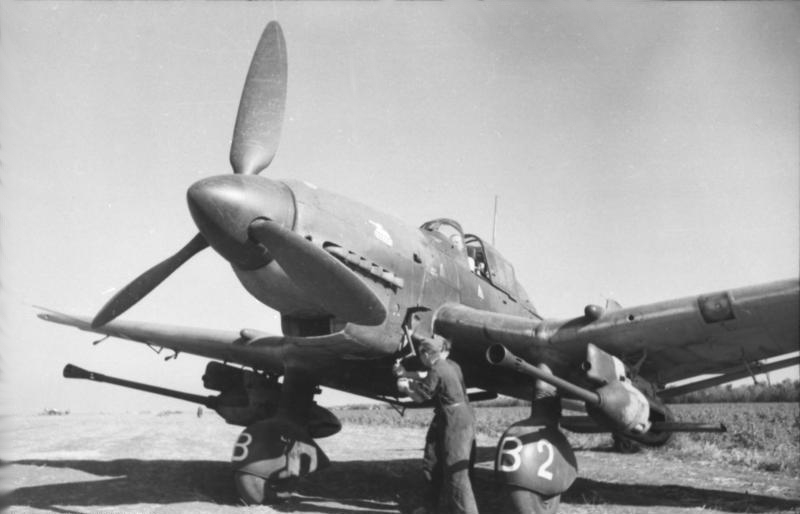
Un Junkers Ju 87 G-2 Kanonenvogel pilotato da Rudel sul fronte orientale; si notino i due cannoni BK 37 da 37 mm controcarro, alloggiati in due gondole alla base delle ali

Fu allo scoppio delle ostilità contro l'Unione Sovietica che Rudel iniziò, il 23 giugno 1941, la sua vera esperienza bellica che lo portò ad ottenere già il 18 luglio 1941 la Croce di Ferro di prima classe a seguito delle sue eccezionali capacità nel bombardamento in picchiata. Il 23 settembre 1941, nell'attacco al porto di Kronštadt, durante le operazioni nei pressi di Leningrado, riuscì a colpire ed affondare (con una speciale bomba da 1000 kg) la nave da battaglia Marat. Il bombardamento causò notevoli danni, distruggendo la torre prodiera, il ponte, il primo fumaiolo e provocando lo sfondamento dello scafo con conseguente allagamento.; l'unità venne portata in acque basse, riparata alla meglio ed utilizzata come batteria antiaerea galleggiante nella difesa di Leningrado. In una successiva missione sugli stessi obbiettivi riuscì a distruggere un incrociatore e un cacciatorpediniere. Il 15 agosto 1942 fu nominato comandante di squadriglia (Staffelkapitän) del III Staffel/StukaGeschwader 2, reparto con il quale operò fino al 1944, quando divenne comandante del gruppo da bombardamento Schlachtgeschwader 2 fino al termine del conflitto.
Il 10 febbraio 1943 raggiunse la millesima missione di volo. Grazie a questi successi divenne presto un eroe in patria ed il soldato più decorato della Germania ottenendo: la Croce Tedesca in Oro, l'emblema da Pilota e quello da Osservatore in diamanti, la spilla per il raggiungimento delle 2 000 missioni in diamanti e fu, inoltre, l'unico soldato tedesco della guerra a essere decorato con la croce di Cavaliere della Croce di Ferro con Fronde di Quercia in Oro, Spade e Diamanti. Tale decorazione gli fu conferita il 1º gennaio 1945 direttamente dalle mani di Adolf Hitler. In quell'occasione fu promosso anche Oberst (colonnello).
La maggior parte della carriera di Rudel si svolse sul bombardiere in picchiata Junkers Ju 87 Stuka, inizialmente con le normali versioni per il bombardamento in picchiata, per poi passare, appena disponibile, allo speciale Ju 87G-2 Kanonenvogel (uccello con cannoni) armato con due cannoni BK 37 da 37 mm controcarro, alloggiati in due gondole alla base delle ali. Tale modello risultò letale sia contro le formazioni corazzate che contro i corazzatissimi aerei da attacco al suolo Ilyushin Il-2 sovietici, altrimenti considerati difficilmente attaccabili dall'aviazione germanica. Rudel ebbe anche occasione di provare il cacciabombardiere Focke-Wulf Fw 190 nel corso del 1944 ma con esso non si trovò mai pienamente a suo agio e preferì continuare a volare con il vecchio Ju 87.fonte: Pilota di stuka- Hans Ulrich Rudel. ISBN 978-88-95288-86-4

#### La ferita in azione e la fine della guerra
L'8 febbraio 1945 Rudel, durante una missione, venne colpito da un colpo di contraerea alla gamba destra che dovette essere successivamente amputata. Nonostante questa menomazione Rudel tornò a volare con un arto artificiale già all'inizio di aprile dello stesso anno e combatté fino alla resa della Germania. 
In totale Rudel effettuò durante la guerra più di 2 530 missioni di volo (circa 400 sul caccia Focke-Wulf Fw 190) operando prevalentemente sul fronte orientale, dove gli fu accreditata la distruzione di 519 carri armati (30 dopo l'amputazione della gamba), 150 pezzi d'artiglieria contraerei e/o controcarro, circa 800 mezzi di trasporto e blindati, 70 chiatte da sbarco, due incrociatori, un cacciatorpediniere e della nave da battaglia Marat; fu anche autore di almeno undici abbattimenti accertati, tra i quali figurano un aereo da attacco al suolo Ilyushin Il-2 Šturmovik e due caccia Lavochkin Gorbunov Gudkov LaGG-3. Nel complesso percorse in volo 600 000 chilometri, consumò circa 5 000 000 di litri di carburante, sganciò circa 1 000 000 di chili di ordigni e sparò circa 1 000 000 proiettili di mitragliatrice, circa 150 000 colpi da 20 mm e 5 000 da 37 mm. Era stato abbattuto 24 volte, in diverse occasioni dietro le linee nemiche dove era anche atterrato per recuperare altri aviatori tedeschi. La sua fama fu tale che Iosif Stalin pose sulla sua testa una taglia di 100 000 rubli.
L'8 maggio 1945 decollando da un aeroporto nei pressi di Praga, atterrò in una zona controllata dagli Alleati e si arrese alle forze statunitensi. Passò un breve periodo in prigionia e fu rilasciato nell'aprile 1946.

### Dopoguerra
Rudel si trasferì nel 1948 in Argentina, dove conobbe e divenne amico del presidente Juan Perón. Lavorò come consulente dell'aviazione argentina e scrisse diversi libri di memorie.
Con la crisi del peronismo Rudel rientrò in Germania Ovest per cause ignote nella prima metà degli anni cinquanta e s'iscrisse al Deutsche Reichspartei, partito di estrema destra di stampo neonazista per cui fu il candidato alle Elezioni federali in Germania del 1953, non venendo eletto. 

#### Ultimi anni
In questo periodo ebbe anche occasione di incontrare l'attivista neonazista Savitri Devi. Rudel tornò più volte in Sudamerica, risiedendo principalmente in Brasile e in Paraguay dove strinse rapporti di amicizia e collaborazione col dittatore di origine tedesca Alfredo Stroessner ed incontrò anche Augusto Pinochet. Nonostante la sua menomazione rimase un appassionato di tennis, sci e alpinismo: scalò l'Aconcagua (6 959 m) e il Llullay-Yacu. All'inizio degli anni '70 ritornò in Europa e si ritirò nel Tirolo austriaco, continuando ad avere relazioni e contatti con numerosi nazisti ricercati e con figure del panorama neofascista.
Colpito da un ictus nell'aprile 1970, morì a 66 anni a Winden, il 18 dicembre 1982.
Le imprese di Rudel, il suo coraggio, la sua abilità di volo e il suo spirito patriottico ne fecero una leggenda vivente e eroe nazionale per il pubblico tedesco del periodo bellico, alimentata ancor di più dal suo disinteresse politico. Hitler nutriva una sconfinata ammirazione per Rudel e lo definì come il più grande e valoroso soldato che il popolo tedesco avesse mai generato. Hitler confidò al suo fedelissimo Hermann Giesler di desiderare che fosse proprio Rudel a succedergli, quando fosse giunto il momento, in qualità di Führer.

## Nella cultura di massa
- Nel manga Mudazumo Naki Kaikaku di Hideki Owada compare Rudel che, con Skorzeny, si confronta contro la coppia padre-figlio dei Bush a Mahjong in una ipotetica sfida tra il Quarto Reich e i leader mondiali[4].
- La sua biografia, romanzata, viene raccontata nel manga Soukū no Maō Rudel, disegnato da Naruki Nagakawa e scritto da Makoto Katayama[5].

## Opere
- Wir Frontsoldaten zur Wiederaufrüstung, Buenos Aires, 1951
- Pilota di Stuka, 1952 (nuova edizione italiana 2018)
- Il pilota di ferro, traduzione di Corrado Ricci, Longanesi & C. Milano 1956
- Trotzdem, 1966
- Mein Leben in Krieg und Frieden, 1994